# كارلوس مارسيلو
كارلوس مارسيلو (بالإنجليزية: Carlos Marcello) هو مجرم تونسي، ولد في 6 فبراير 1910 في تونس في تونس، وتوفي في 3 مارس 1993 في ميتايري في الولايات المتحدة بسبب سكتة.